# Youssouf Hadji
Pour les articles homonymes, voir Hadji.
Youssouf Hadji (en arabe : يوسف حجي), né le 25 février 1980 à Ifrane Atlas Saghir (Maroc) est un footballeur international marocain jouant au poste d'attaquant, reconverti entraîneur.
Youssouf est le frère cadet de Mustapha Hadji, lui aussi ancien joueur de l'AS Nancy-Lorraine.

## Biographie
Né au Maroc, Youssouf arrive en France à l'âge de 2 ans à Creutzwald en Moselle où il grandit.

### En club

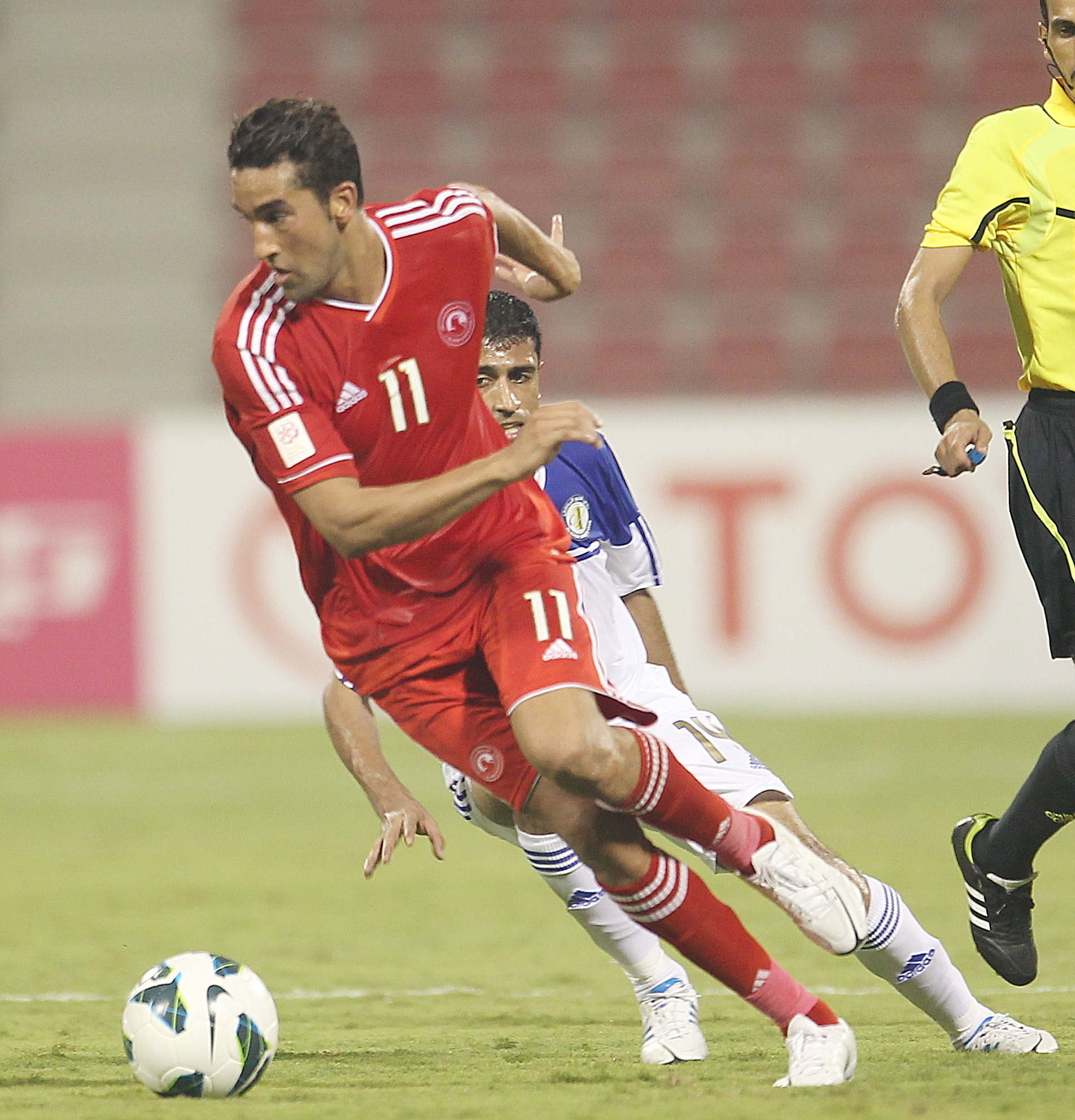
Youssouf Hadji

Il commence sa carrière  à Nancy durant la saison 1998-1999 et joue son premier match de première division le 29 mai 1999 face à Sochaux en remplaçant à la 82e minute Abdelnasser Ouadah. Youssouf Hadji est aligné régulièrement dans l'équipe après la relégation de Nancy en Ligue 2.  
Il retrouve la Ligue 1 en signant au Sporting Club de Bastia en 2003, puis est recruté par le Stade rennais, où officie son ancien entraîneur László Bölöni. Après de bons débuts, où il marque quelques buts, Hadji connaît une passe plus difficile, et subit la concurrence de John Utaka sur le côté droit de l'attaque. L'arrivée de Pierre Dréossi au poste d'entraîneur le laisse encore davantage sur la touche, avec un temps de jeu réduit.
En janvier 2007, il est transféré à Nancy où il a commencé sa carrière professionnelle. Replacé au poste d'avant-centre, il y réalise d'excellentes performances[réf. nécessaire]. Il finit d'ailleurs meilleur buteur du club lors de la saison 2008-2009 avec 11 buts au compteur. En fin de saison, il prolonge pour deux années supplémentaires. Lors de la saison 2009-2010, il égale son record de buts marqués, soit onze. Le 31 août 2011, il retourne au Stade rennais en signant un contrat de deux ans (plus une année optionnelle), après que le club breton eut échoué à recruter Mevlüt Erding durant les jours précédents. Alors que l'attaquant turc finit par rejoindre Rennes au mois de janvier suivant, Hadji boucle sa saison avec huit buts marqués toutes compétitions confondues, dont six en Ligue 1. 
Moins d’un an après son retour en Bretagne, l’attaquant marocain est transféré au Qatar. Le 25 juin 2012, il signe un contrat de deux ans en faveur du Al-Arabi SC, neuvième du précédent championnat qatarien.
Après des expériences décevantes dans les championnats qatarien et turc, le 22 mai 2014, il annonce son grand retour à l'AS Nancy-Lorraine et signe un contrat d'un an avec prolongation automatique d'une année supplémentaire en cas de montée en Ligue 1, l'objectif fixé par son club formateur.
Le 19 juillet 2014, il marque le premier but de son retour à l'AS Nancy Lorraine face au stade de Reims en match de préparation de la saison 2014/2015.
Le 9 mai 2018, il annonce qu'il prendra sa retraite à l'issue de la saison.

### En équipe nationale
Youssouf Hadji est sélectionné avec le Maroc avec lequel il atteint la finale de la Coupe d'Afrique des nations 2004. Bien que ce joueur soit intéressé par l'équipe de France, il choisit l'équipe de son frère Mustapha Hadji et en même temps l'équipe de son origine.

## Statistiques

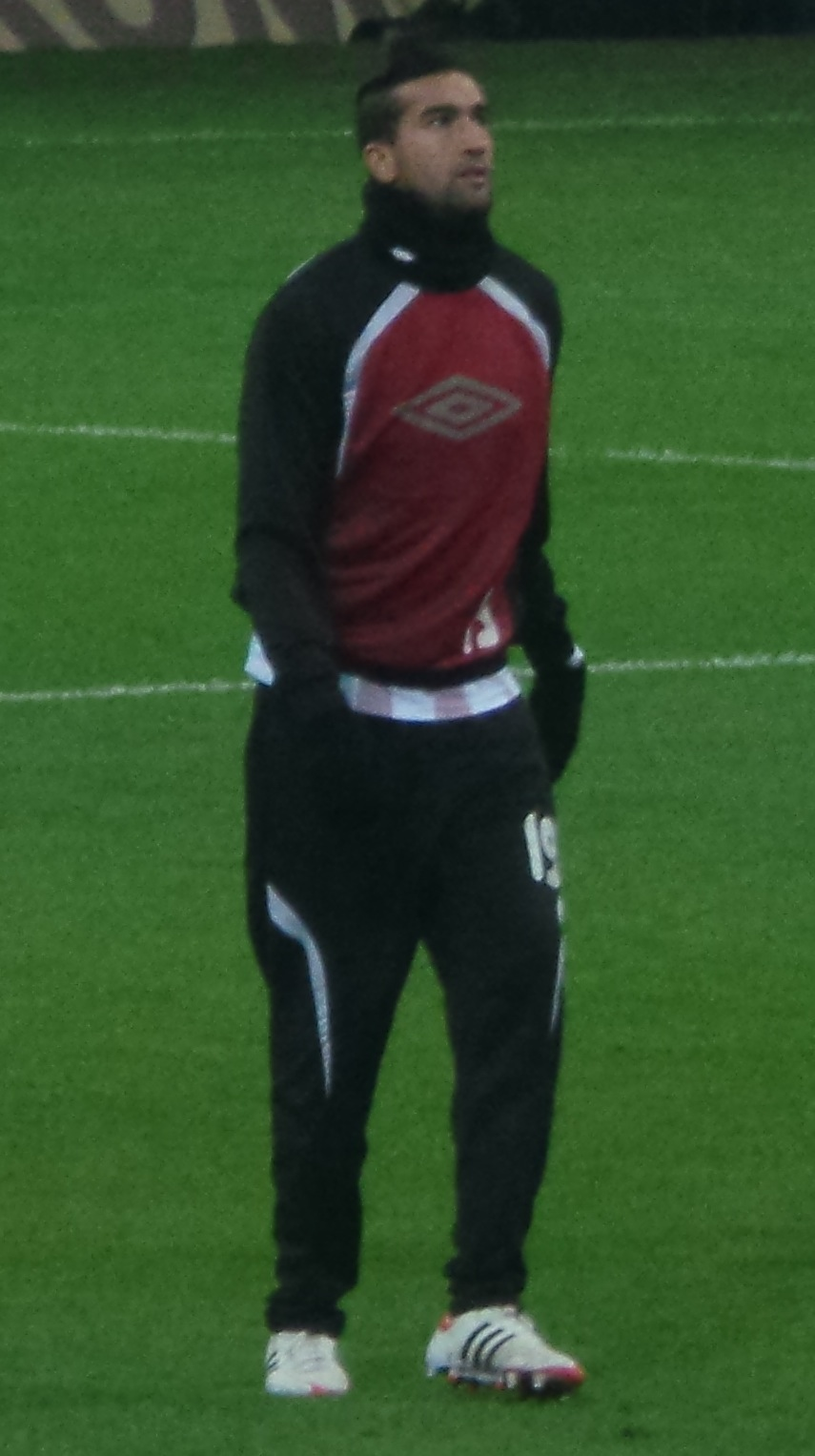
Youssouf Hadji en entraînement avec Al Arabi

| Saison                | Club                  | Championnat           | Championnat | Championnat | Coupe nationale | Coupe nationale | Coupe de la Ligue | Coupe de la Ligue | Compétition(s) continentale(s) | Compétition(s) continentale(s) | Compétition(s) continentale(s) | Maroc | Maroc | Total | Total |
| Saison                | Club                  | Division              | M.          | B.          | M.              | B.              | M.                | B.                | Comp.                          | M.                             | B.                             | M.    | B.    | M.    | B.    |
| 1998-1999             | AS Nancy-Lorraine     | Division 1            | 1           | 0           | -               | -               | -                 | -                 | -                              | -                              | -                              | -     | -     | 1     | 0     |
| 1999-2000             | AS Nancy-Lorraine     | Division 1            | 4           | 0           | -               | -               | 1                 | 0                 | -                              | -                              | -                              | -     | -     | 5     | 0     |
| 2000-2001             | AS Nancy-Lorraine     | Division 2            | 34          | 6           | 1               | 0               | 2                 | 1                 | -                              | -                              | -                              | -     | -     | 37    | 7     |
| 2001-2002             | AS Nancy-Lorraine     | Division 2            | 26          | 2           | 3               | 1               | 2                 | 1                 | -                              | -                              | -                              | -     | -     | 31    | 4     |
| 2002-2003             | AS Nancy-Lorraine     | Ligue 2               | 30          | 5           | 3               | 1               | 3                 | 1                 | -                              | -                              | -                              | -     | -     | 36    | 7     |
| Sous-total            | Sous-total            | Sous-total            | 95          | 13          | 7               | 2               | 8                 | 3                 | -                              | -                              | -                              | -     | -     | 110   | 18    |
| 2003-2004             | SC Bastia             | Ligue 1               | 29          | 6           | 1               | 0               | 2                 | 0                 | -                              | -                              | -                              | 12    | 3     | 44    | 9     |
| 2004-2005             | SC Bastia             | Ligue 1               | 33          | 7           | 1               | 0               | 2                 | 0                 | -                              | -                              | -                              | 7     | 4     | 43    | 11    |
| Sous-total            | Sous-total            | Sous-total            | 62          | 13          | 2               | 0               | 4                 | 0                 | -                              | -                              | -                              | 19    | 7     | 87    | 20    |
| 2005-2006             | Stade rennais FC      | Ligue 1               | 21          | 3           | -               | -               | 1                 | 0                 | C3                             | 3                              | 1                              | 7     | 1     | 32    | 5     |
| 2006-2007             | Stade rennais FC      | Ligue 1               | 13          | 0           | -               | -               | 2                 | 0                 | -                              | -                              | -                              | 2     | 1     | 17    | 1     |
| Sous-total            | Sous-total            | Sous-total            | 34          | 3           | -               | -               | 3                 | 0                 | -                              | 3                              | 1                              | 9     | 2     | 49    | 6     |
| 2006-2007             | AS Nancy-Lorraine     | Ligue 1               | 14          | 1           | -               | -               | -                 | -                 | C3                             | 2                              | 0                              | 4     | 2     | 20    | 3     |
| 2007-2008             | AS Nancy-Lorraine     | Ligue 1               | 25          | 7           | 1               | 0               | 2                 | 0                 | -                              | -                              | -                              | 10    | 0     | 38    | 7     |
| 2008-2009             | AS Nancy-Lorraine     | Ligue 1               | 36          | 11          | 1               | 0               | 1                 | 0                 | C3                             | 2                              | 0                              | 8     | 2     | 48    | 13    |
| 2009-2010             | AS Nancy-Lorraine     | Ligue 1               | 26          | 11          | 2               | 0               | -                 | -                 | -                              | -                              | -                              | 1     | 0     | 29    | 11    |
| 2010-2011             | AS Nancy-Lorraine     | Ligue 1               | 26          | 8           | 2               | 0               | -                 | -                 | -                              | -                              | -                              | 6     | 3     | 34    | 11    |
| 2011-2012             | AS Nancy-Lorraine     | Ligue 1               | 4           | 1           | -               | -               | 1                 | 0                 | -                              | -                              | -                              | 1     | 0     | 6     | 1     |
| Sous-total            | Sous-total            | Sous-total            | 131         | 39          | 6               | 0               | 4                 | 0                 | -                              | 4                              | 0                              | 30    | 7     | 175   | 46    |
| 2011-2012             | Stade rennais FC      | Ligue 1               | 23          | 6           | 3               | 1               | 1                 | 0                 | C3                             | 6                              | 1                              | 6     | 0     | 39    | 8     |
| Sous-total            | Sous-total            | Sous-total            | 23          | 6           | 3               | 1               | 1                 | 0                 | -                              | 6                              | 1                              | 6     | 0     | 39    | 8     |
| 2012-2013             | Al-Arabi SC           | Qatar Stars League    | 3           | 0           | 1               | 2               | -                 | -                 | -                              | -                              | -                              | -     | -     | 4     | 2     |
| Sous-total            | Sous-total            | Sous-total            | 3           | 0           | 1               | 2               | -                 | -                 | -                              | -                              | -                              | -     | -     | 4     | 2     |
| 2013-2014             | Elazığspor            | Süper Lig             | 6           | 0           | 4               | 0               | -                 | -                 | -                              | -                              | -                              | -     | -     | 10    | 0     |
| Sous-total            | Sous-total            | Sous-total            | 6           | 0           | 4               | 0               | -                 | -                 | -                              | -                              | -                              | -     | -     | 10    | 0     |
| 2014-2015             | AS Nancy-Lorraine     | Ligue 2               | 31          | 14          | 2               | 2               | 1                 | 0                 | -                              | -                              | -                              | -     | -     | 34    | 16    |
| 2015-2016             | AS Nancy-Lorraine     | Ligue 2               | 33          | 9           | 2               | 0               | 1                 | 0                 | -                              | -                              | -                              | -     | -     | 36    | 9     |
| 2016-2017             | AS Nancy-Lorraine     | Ligue 1               | 26          | 0           | 1               | 1               | -                 | -                 | -                              | -                              | -                              | -     | -     | 27    | 1     |
| 2017-2018             | AS Nancy-Lorraine     | Ligue 2               | 23          | 11          | -               | -               | -                 | -                 | -                              | -                              | -                              | -     | -     | 23    | 11    |
| Sous-total            | Sous-total            | Sous-total            | 113         | 34          | 5               | 3               | 2                 | 0                 | -                              | -                              | -                              | -     | -     | 120   | 37    |
| Total sur la carrière | Total sur la carrière | Total sur la carrière | 467         | 108         | 28              | 8               | 22                | 3                 | -                              | 13                             | 2                              | 64    | 16    | 594   | 137   |

## Palmarès
Youssouf Hadji est champion de France de Ligue 2 en 2016. Il remporte le Trophée du joueur du mois UNFP de Ligue 2 en février et en avril 2015.
Avec la sélection marocaine, il est finaliste de la Coupe d'Afrique des nations en 2004.

## Distinctions personnelles
- Troisième du Lion d'or africain en 2007

## Décorations
- Officier de l'ordre du Trône — Le 14 février 2004, il est décoré officier de l'ordre du Wissam al-Arch[6] — ordre du Trône[7] — par le roi Mohammed VI au Palais royal de Rabat[8].

## Divers
Youssouf Hadji est aussi le propriétaire du salon de coiffure ASK Coiffure, ouvert en février 2009 à Forbach (Moselle).